# Euphrasia hirsuta
Euphrasia hirsuta är en snyltrotsväxtart som beskrevs av T. Gliem.. Euphrasia hirsuta ingår i släktet ögontröster, och familjen snyltrotsväxter. Inga underarter finns listade i Catalogue of Life.